# Strefa afotyczna
Strefa afotyczna – dolna strefa zbiorników wodnych pokrywająca się w przybliżeniu ze strefą trofolityczną (w której rozkład martwej materii i oddychanie przeważa nad produkcją pierwotną). Do strefy tej dociera zbyt mało światła dla potrzeb fotosyntezy.